# Wehringen
Wehringen est une commune allemande de Bavière située dans l'arrondissement d'Augsbourg et le district de Souabe.

## Géographie

Situation de Wehringen dans l'arrondissement d'Augsbourg

Wehringen est situé dans la plaine du Lechfeld, entre les rivières Singold et Wertach, à 3 km au sud-ouest de Bobingen et à 15 km au sud-ouest d'Augsbourg, en bordure du Parc naturel d'Augbsourg-Westliche Wälder.
Communes limitrophes (en commençant par le nord et dans le sens des aiguilles d'une montre) : Bobingen, Oberottmarshausen, Kleinaitingen et Großaitingen.

## Histoire
Des fouilles entreprises en 1960 ont montré une occupation très ancienne du site. Une tombe à char celte de l'époque hallstattienne (VIIIe siècle av. J.-C.) y a été trouvée. On a aussi découvert un cimetière datant de l'époque romaine (100-250 apr. J.-C.).
La première mention écrite de Wehringen date des années 973-993 dans la vie de Saint-Ulrich. En 1490, le village se soumet à l'autorité des évêques d'Augsbourg qui en resteront les seigneurs jusqu'au Recès d'Empire de 1803 et à l'intégration du village dans le nouveau royaume de Bavière
Wehringen a fait partie de l'arrondissement de Schwabmünchen jusqu'à la disparition de dernier en 1972. En 1975, Wehringen a été intégré à la communauté d'administration de Großaitingen mais il est de nouveau devenu indépendant en 1980.

## Démographie
| 1840 | 1871 | 1900 | 1925 | 1939  | 1950  | 1961  | 1970  | 1987  |
| ---- | ---- | ---- | ---- | ----- | ----- | ----- | ----- | ----- |
| 689  | 755  | 775  | 895  | 1 010 | 1 910 | 1 596 | 1 895 | 2 070 |

| 2000  | 2005  | 2009  | - | - | - | - | - | - |
| ----- | ----- | ----- | - | - | - | - | - | - |
| 2 812 | 2 897 | 2 922 | - | - | - | - | - | - |

## Économie
Wehringen est le siège de l'entreprise Interquell GmbH, deuxième producteur allemand d'aliments pour animaux et qui emploient 200 personnes sur son site de Wehringen.